# 摩西計劃
摩西計劃（MOSE）是意大利威尼斯的一項水利工程。这项计划被命名为“摩西”，它既是计划的意大利语名称（Modulo Sperimentale Elettromeccanico）的缩写，也希望這故事像圣经故事中的摩西一樣，分开海水以保护人民，因為威尼斯正面對前所未有的危機。威尼斯建市於威尼斯潟湖上的百多個島嶼，過去的發展導致威尼斯的地基一直向下沉，過去一百年之間已經下沈了約二十四厘米，再加上全球暖化，使南極及北極的冰塊融解，海平面每年上升，引致威尼斯有可能在未來數十年滅頂，至2100年將不適合人類居住。因此2003年1月，當時的意大利总理西尔维奥·贝卢斯科尼启动了摩西计划，修建活动水闸拦截海潮，保护威尼斯，計劃於同年4月29日正式奠基，計劃的推行者贝卢斯科尼亦有出席奠基儀式。不過摩西計劃因预算超标、出现贪腐现象等原因一再延期完工。2020年7月10日，摩西工程完成闸门总测试，2020年秋季即可投入使用，不過系统的各项功能技术测试仍需18个月才能完成。2020年10月3日，摩西計劃首次投入使用。

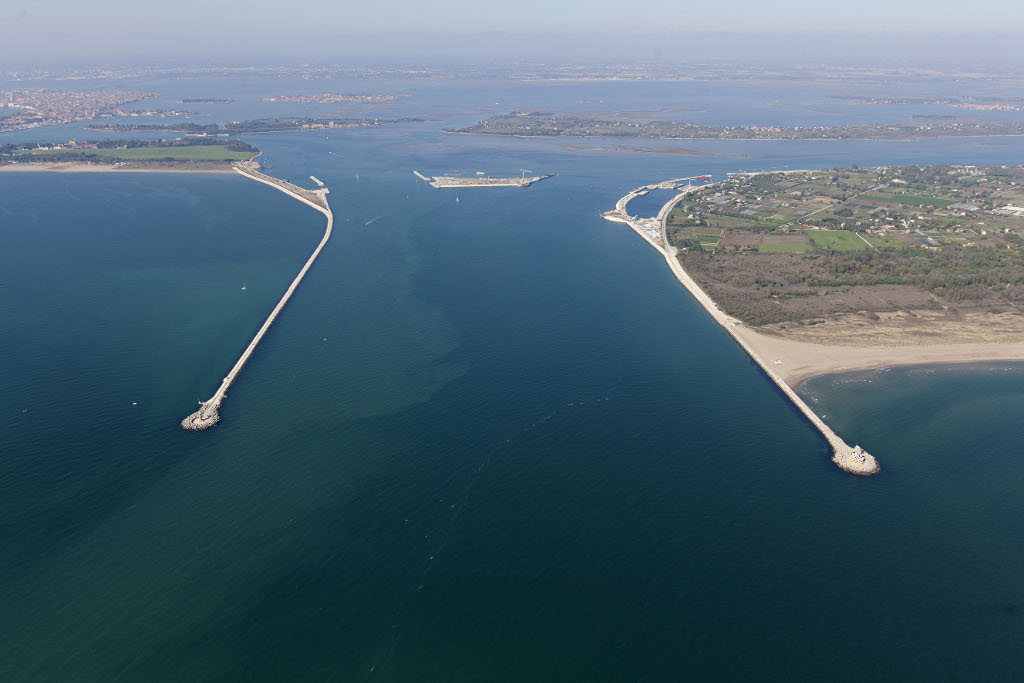

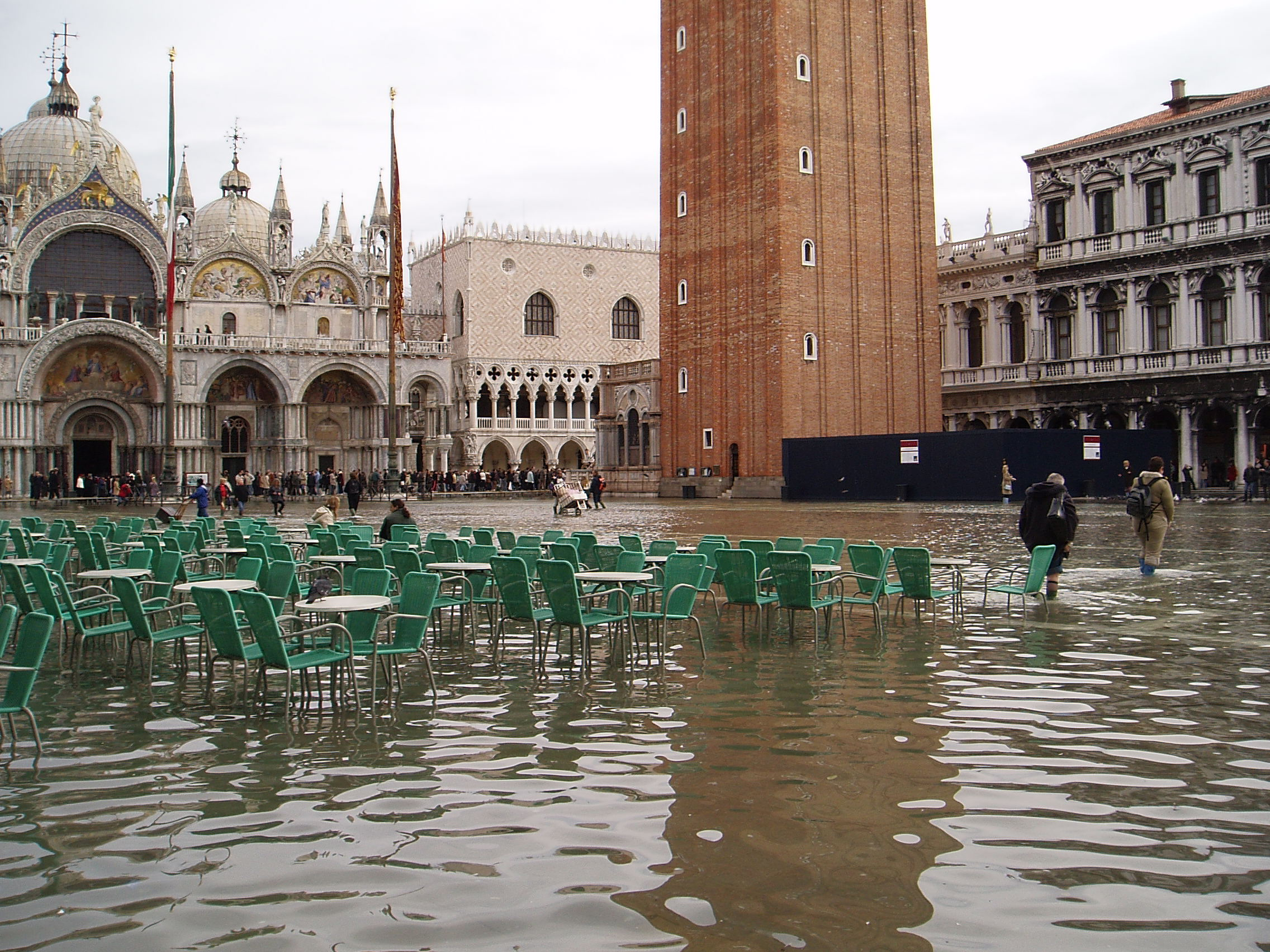

## 建造原因
威尼斯每年都因為潮汐的關係，每年要遭受約100多次洪水襲擊，每15-20年更會遭到一次巨型洪水的襲擊，最嚴重的一次在1966年，自此後，一直都有討論如何解決洪水的問題，結果討論了將近40年，才有最終定案。洪水不單為威尼斯居民帶來日常的不便，作為世界文化艺术名城，世界文化遺產的城市，威尼斯內有大量的文物及建築瑰寶，威尼斯的景色及文物每年吸引了1500萬名遊客到訪，經常的洪水來襲，大大增加了保護文物的難度，而且嚴重打擊威尼斯的旅遊業發展，因此儘管威尼斯市長反對這個計劃，但意大利政府仍堅持這個計劃。

## 設計
这项计划设计在3条连接威尼斯潟湖与亚得里亚海的通道上，建造79座裝有鉸鍊樞紐的活动水闸。每个水闸的活动板重300吨，约28米宽、20米高。水闸安装在埋入海底的水泥基座上。当预报有大海潮来袭时，潮汐水位上漲超過1米時，压缩空气就会灌入中空活动板，帮助活动板升高，79座水闸形成堤壩，樹立在潟湖与亚得里亚海之間，阻止亚得里亚海的海水繼續湧入，令到威尼斯不再受到洪水的侵襲。

## 費用
這項計劃的建造費約需45億歐元，期後每年还要花费過千万歐元用于维护。面對如此巨大的建築費，威尼斯地方政府的財政足襟見肘，財政處於赤字，令到地方政府需要拍賣13座文艺复兴时期的宫殿和古建筑物，包括納尼宮、彭法迪尼宮等具歷史價值的建築物，用作籌集興建堤壩的費用，雖然這項計劃由意大利政府主導，但意大利政府只撥款首三年的建造費，以後的建造費則由地方政府自己承擔。

## 爭議
雖然意大利總理西尔维奥·贝卢斯科尼深信這項計劃能保護威尼斯，但環保人士及威尼斯市長對此亦感到懷疑，認為此計劃是贝卢斯科尼好大喜功之舉。威尼斯潟湖是具有高度生態價值的地點，興建防波堤後，威尼斯潟湖與運河將因此淪為一潭死水，將會對動物的棲息地與物種造成重大的傷害。其次，巨大的建築費更令反對人士感到這項計劃是否物有所值，威尼斯相隔十多年的時間才會有較大規模的洪水來襲，但卻要負擔數十億建築費及每年過千萬維修費的摩西計劃，令到本來經濟已大不如前的威尼斯情況雪上加霜，浪費公帑。再者，有科學家認為，摩西計劃根本未能真正解決威尼斯的水患問題，該批科學家指出，在未來一世紀全球海平面將平均上漲50厘米，但在計劃中，只預測平均上漲22厘米，當中28厘米的相距將會導致下雨排水亦會引發洪水，令計劃的活動水閘將長時間豎立，令潟湖的生態受到影響。